# Johannes Plew
Johannes Plew   (Heilingen, 13 de juny de 1847 - Königsberg, 27 de febrer de 1896) fou un músic alemany.
Estudià humanitats a Kaliningrad, doctorant-se en filosofia el 1869 i fou successivament professor en el Liceu de Bischwiller (Alsàcia) i a Estrasburg.
Es distingí en l'ensenyança del cant, i donà a la impremta: Didaktik und Methodik des Gesand-Unterrichts (Múnic, 1895).